# Finala UEFA Europa League 2012
Finala UEFA Europa League 2012 a fost ultimul meci al sezonului 2011-2012 din UEFA Europa League. Evenimentul s-a desfășurat pe data de 9 mai 2012 pe Arena Națională din București, România, având drept protagoniste două echipe spaniole – Atlético Madrid și Athletic Bilbao. Meciul s-a terminat cu victoria cu 3–0 a echipei Atlético grație celor două goluri înscrise de Radamel Falcao și golului lui Diego.
Aceasta a fost a treia finală în actualul format și prima a unei competiții europene inter-cluburi găzduită de România.
Mai departe, Atlético de Madrid a jucat împotriva câștigătoarei Ligii Campionilor, Chelsea, pentru Supercupa Europei.

## Eforturi
Conform lui Ionuț Lupescu, ideea aducerii unei finale de cupă europeană în România a pornit de la o discuție cu președintele Federației Române de Fotbal de la acea vreme, Mircea Sandu, legată de construirea unui stadion de fotbal modern în București pentru echipa națională, dar și pentru meciurile echipelor de club din cupele europene. În momentul în care FRF a depus dosarul de participare la UEFA, arena românească înscrisă în competiția de organizare era doar la stadiul de proiect. Astfel, înainte de depunerea dosarului, oficialii FRF au discutat cu primarul capitalei de la acea vreme, Adriean Videanu, pentru obținerea promisiunii că Primăria va reuși construirea stadionului. Având un contract ferm, aceștia au obținut garanții și din partea Președinției.
Inițial se dorea organizarea finalei din 2011, însă datorită candidaturii orașului Dublin cu arena Aviva Stadium care era în plină construcție, cu un proiect bine stabilit, FRF nu ar fi avut posibilitatea de a câștiga. Oficialii români au discutat cu John Delaney, secretarul general al Federației Irlandeze, ajungându-se la un acord ca Dublin să concureze pentru 2011 iar finala din 2012 să rămână pentru București. Aceștia au mers împreună la UEFA, care a acceptat propunerea. Apoi, pe data de 30 ianuarie 2010 UEFA a anunțat oficial că finala din 2012 va fi găzduită de Arena Națională.

## Stadion
Arena gazdă are o capacitate de 55.600 de spectatori și a costat aproximativ 234 mil. €. Aceasta a fost construită pe amplasamentul fostului stadion național, fiind inaugurată pe 6 septembrie 2011 într-un meci din Grupa D a preliminariilor Campionatului European de Fotbal 2012 între România și Franța. Arena Națională este cel mai mare stadion din țară și primul stadion de elită UEFA din România, succedat de Cluj Arena.
În competiția pentru organizarea finalei din 2012 au participat, pe lângă arena din București, stadioanele Veltins-Arena (Gelsenkirchen, Germania), Aviva Stadium (Dublin, Irlanda), Emirates Stadium (Londra, Anglia) și Estadi Olímpic Lluís Companys (Barcelona, Spania).

## Context

Logo-ul oficial al finalei

În urma semifinalelor disputate în aprilie s-au stabilit cele două finaliste care aveau să sosească la București. Astfel, finala avea să fie una spaniolă, cu ambele echipe având aceleași culori, respectiv roșu și alb.
Aceasta a fost a doua finală consecutivă de Europa League disputată între două cluburi din aceeași țară, după finala portugheză din 2011. Finala Cupei UEFA 2007 a fost ultima la care au participat două cluburi spaniole. Atunci, Sevilla a învins-o pe Espanyol după loviturile de departajare.
Atât Atlético Madrid cât și Athletic Bilbao mai jucaseră o finală europeană în trecut. Atlético Madrid a câștigat prima finală Europa League după redenumirea sa din 2009, învingând-o în 2010 pe Fulham cu 2-1 după prelungiri. Pe de altă parte, în finala Cupei UEFA din 1977 Athletic Bilbao a jucat contra echipei italiene Juventus, finală pe care a pierdut-o.
Cele două echipe nu s-au mai întâlnit în competițiile europene înainte de această finală. Atlético și Athletic și-au mai disputat trei finale ale Cupei Regelui, Bilbao câștigând două, iar Madrid una. Per total, Athletic câștigase la acel moment 23 de cupe domestice, în timp ce madrilenii obținuseră doar 9.
Cu toate că Athletic Bilbao avea o experiență mai mică în competițiile europene, aceasta deținea împreună cu Barcelona recordul de cele mai multe apariții în finala Cupei Regelui – 35.
În sezonul 2011-2012 din Primera División, Athletic a învins-o acasă pe adversara sa din finală cu 3-0, dar a pierdut în deplasare cu 2-1.

## Organizare
Pe parcursul finalei, organizatorii au decis redenumirea a 6 stații de metrou după nume celebre de fotbaliști. Astfel, Piața Victoriei a devenit Nicolae Dobrin, Ștefan cel Mare - Ion Pîrcălab, Obor - Gică Hagi, Piața Iancului - Fernando Llorente, Piața Muncii - Radamel Falcao și Dristor - Rică Răducanu. De asemenea, metroul a avut program prelungit până la ora 2:00 pentru a asigura transportul călătorilor.
SEAT, sponsorul oficial al finalei, a oferit 85 de autoturisme pentru a fi folosite, fiind recrutați 77 de șoferi. De asemenea, au fost recrutați 112 voluntari pentru organizare.

### Suporteri

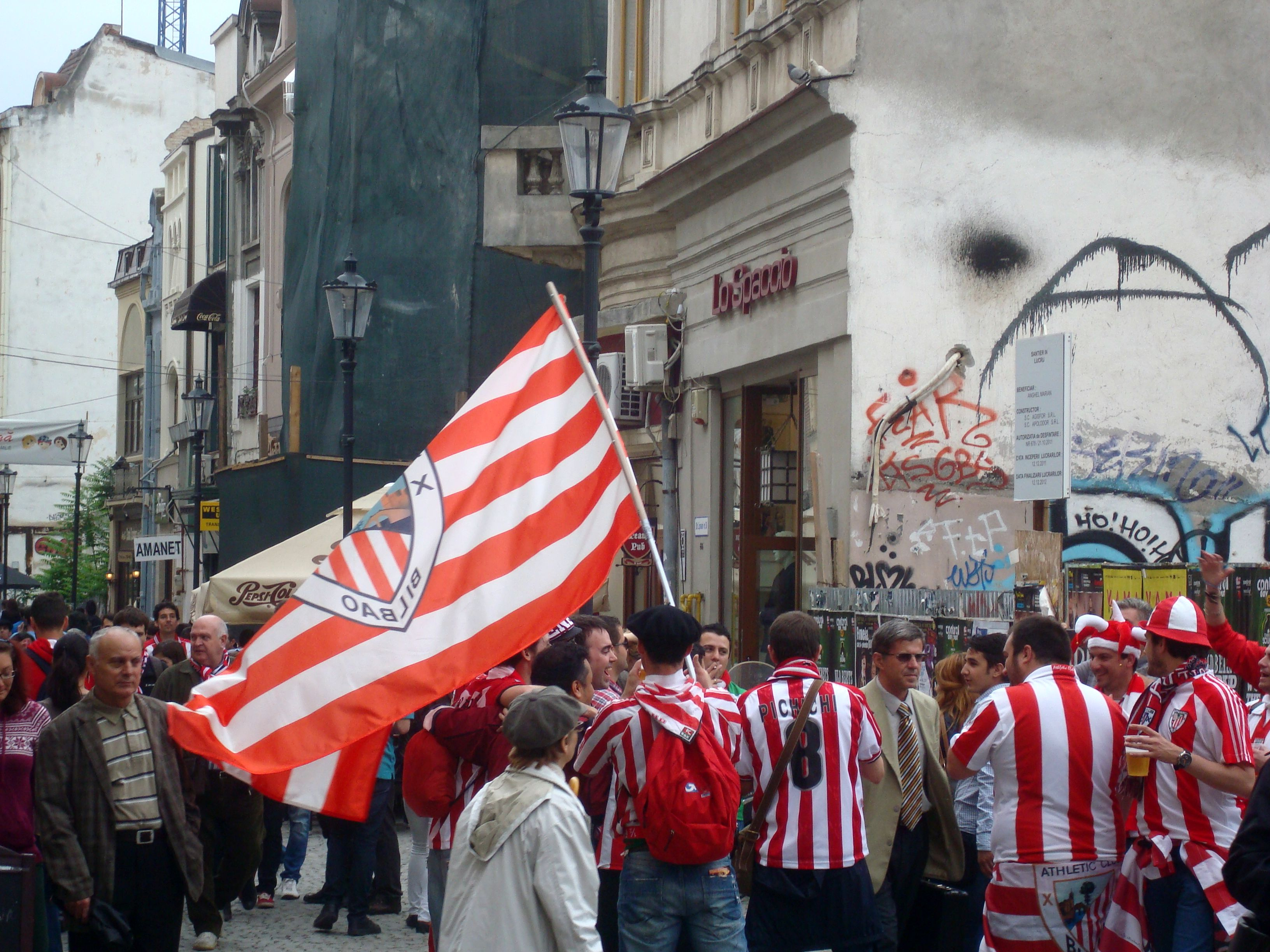
Fanii basci în Centrul Vechi al Bucureștiului, înainte de meci

Majoritatea celor aproximativ 30.000 de suporteri spanioli au sosit în România cu avionul, aterizând pe Aeroportul Henri Coandă. Aceștia au debarcat la terminale separate și au fost conduși în oraș pe trasee diferite pentru a nu exista incidente. Au fost organizate două fan zone-uri pentru fani, astfel că suporterii celor de la Atlético au fost direcționați spre Piața George Enescu, iar fanii lui Bilbao spre Piața Constituției. De asemenea, au fost organizate 45 de curse speciale pentru suporteri între aeroport, cele două piețe și stadion, la un interval de 5-7 minute.

### Măsuri de securitate
Autoritățile au impus o serie de măsuri de siguranță sporite pe toată durata evenimentului. În ziua meciului au fost angrenați 1.500 de stewarzi, 2.900 de polițiști, 1.600 de jandarmi, 700 de pompieri și 100 de polițiști de frontieră. Suporterii au fost monitorizați cu 90 de camere video amplasate în 31 de intersecții din jurul Arenei Naționale. Comercializarea băuturilor alcoolice a fost interzisă în incinta arenei, dar și pe străzile din apropiere. De asemenea, școlile din capitală au fost închise în ziua finalei pentru a se evita aglomerația și incidentele dintre elevi și suporteri.

## Drumul către finală
După înfrângerea cu Udinese de pe 20 octombrie 2011, Atlético Madrid a reușit o serie de 11 meciuri fără înfrângere pentru a ajunge în finală, terminând pe primul loc în grupă și învingându-și adversarii din faza eliminatorie (Lazio, Beșiktaș, Hannover și Valencia), și acasă și în deplasare. Athletic Bilbao era considerată a fi „surpriza competiției”. Deși a fost înfrântă în ultima partidă din grupe de PSG, a terminat grupa pe primul loc și a eliminat-o în optimi pe Manchester United, în sferturi pe Schalke, iar în semifinale a reușit să întoarcă soarta calificării învingând-o pe Sporting cu scorul de 3-1 acasă, după ce în tur fusese învinsă pe Estádio José Alvalade cu 2-1.
| Club            | M | V | E | Î | GM | GP | G  | Pct |
| --------------- | - | - | - | - | -- | -- | -- | --- |
| Atlético Madrid | 6 | 4 | 1 | 1 | 11 | 4  | +7 | 13  |
| Udinese         | 6 | 2 | 3 | 1 | 6  | 7  | −1 | 9   |
| Celtic          | 6 | 1 | 3 | 2 | 6  | 7  | −1 | 6   |
| Rennes          | 6 | 0 | 3 | 3 | 5  | 10 | −5 | 3   |

| Club                | M | V | E | Î | GM | GP | G  | Pct |
| ------------------- | - | - | - | - | -- | -- | -- | --- |
| Athletic Bilbao     | 6 | 4 | 1 | 1 | 11 | 8  | +3 | 13  |
| Red Bull Salzburg   | 6 | 3 | 1 | 2 | 11 | 8  | +3 | 10  |
| Paris Saint-Germain | 6 | 3 | 1 | 2 | 8  | 7  | +1 | 10  |
| Slovan Bratislava   | 6 | 0 | 1 | 5 | 4  | 11 | −7 | 1   |

† Deoarece clubul turc Fenerbahçe a fost implicat în meciuri aranjate, aceștia au fost exculși din Liga Campionilor 2011-2012 și au fost înlocuiți de Trabzonspor la 24 august 2011.Ca urmare a acestei decizii returul dintre Trabzonspor și Athletic Bilbao a fost anulat, iar Athletic Bilbao a trecut în faza grupelor.

## Ante-meci

### Predarea trofeului
Trofeul UEFA Europa League a fost predat de UEFA orașului București în cadrul unei ceremonii ce a avut loc pe Arena Națională pe 11 aprilie 2012. În cadrul evenimentului ce a marcat o lună până la data finalei competiției, președintele forului continental, Michel Platini, a încredințat cupa Primarului General Sorin Oprescu, astfel încât acesta să fie expusă în diverse locuri din capitală până în ziua finalei. La ceremonie au mai participat Miodrag Belodedici (ambasadorul finalei), Gheorghe Hagi, Cristian Săpunaru, care a făcut parte, alături de trei înalți oficiali din delegația lui FC Porto, câștigătoarea anterioară a trofeului, și Mircea Sandu, președintele Federației Române de Fotbal. Platini declara înaintea înmânării trofeului: „Stadionul este magnific, este un stadion superb, vreau să îl felicit pe primarul Capitalei. Știu entuziasmul românilor pentru a cumpăra bilete; eu sunt foarte fericit și bucuros că vin să vadă o foarte frumoasă finală Europa League”.
După ceremonie s-a făcut un tur al Bucureștiului pentru a permite publicului să vadă cupa, acesata fiind expusă în mai multe locuri publice: Piața George Enescu, Băneasa Shopping City, Pasajul Universității, Centrul Vechi, Regie, Arena Națională, Primăria Capitalei, Parcul Unirii și Comitetul Olimpic și Sportiv Român.

### Bilete
Fiecare finalistă a primit 9.000 de bilete, 20.000 de bilete au fost puse la dispoziție fanilor locali, iar 3.000 de bilete au fost disponibile fanilor la nivel mondial prin intermediul site-ului UEFA.com. În România, biletele au fost vândute de FRF exclusiv prin intermediul site-ului biletefotbalonline.ro, în perioada 28 noiembrie–18 decembrie 2011, prețurile fiind între 100 și 500 de lei. Restul biletelor au fost alocate comitetelor de organizare locală, celor 53 de federații ale UEFA și partenerilor comerciali și de difuzare.
Fanii lui Atlético au fost grupați în Peluza 1 Nord și Tribuna 2 Est, în timp ce bascii au avut bilete pentru Peluza 2 Sud și Tribuna 2 Est.

### Ambasador
Fostul fundaș al României, Miodrag Belodedici, a fost desemnat ambasadorul finalei din 2012. În cariera sa, Belodedici a fost primul jucător care a câștigat Cupa Campionilor Europeni cu două echipe diferite – Steaua București și Steaua Roșie Belgrad. Acesta declara pentru site-ul UEFA:
„Oamenii din București și din România așteaptă cu interes să vadă o finală de Europa League la București. Este ceva foarte important, mai ales pentru că anul acesta s-a finalizat un stadion foarte frumos, o arenă de cinci stele. Este un stadion foarte frumos, foarte elegant, ceva ce noi nu am mai avut până acum în România, deci finala UEFA Europa League este foarte bine venită.”

## Meci

### Detalii
|                                     | 3–0     |                                                                |
| ----------------------------------- | ------- | -------------------------------------------------------------- |
| Falcao 7', 34' Falcao 26' Diego 85' | cronică | A. Herrera 22' F. Amorebieta 64' Í. Pérez 75' M. Susaeta 90+1' |

| Atlético | Athletic |

|               |    |                  |       |
|               |    |                  |       |
| P             | 13 | Thibaut Courtois |       |
| F             | 20 | Juanfran         |       |
| F             | 2  | Diego Godín      |       |
| F             | 23 | Miranda          |       |
| F             | 6  | Filipe Luís      |       |
| M             | 4  | Mario Suárez     |       |
| M             | 14 | Gabi (c)         |       |
| M             | 7  | Adrián Lopez     | 88'   |
| M             | 22 | Diego            | 90'   |
| M             | 11 | Arda Turan       | 90+3' |
| A             | 9  | Radamel Falcao   | 26'   |
| Rezerve:      |    |                  |       |
| P             | 25 | Sergio Asenjo    |       |
| F             | 3  | Antonio López    |       |
| F             | 18 | Álvaro Domínguez | 90+3' |
| M             | 12 | Paulo Assunção   |       |
| M             | 19 | Koke             | 90'   |
| M             | 8  | Eduardo Salvio   | 88'   |
| A             | 41 | Pedro Martín     |       |
| Antrenor:     |    |                  |       |
| Diego Simeone |    |                  |       |

|                |    |                     |     |     |
|                |    |                     |     |     |
| P              | 1  | Gorka Iraizoz       |     |     |
| F              | 15 | Andoni Iraola (c)   |     |     |
| F              | 24 | Javi Martínez       |     |     |
| F              | 5  | Fernando Amorebieta | 64' |     |
| F              | 3  | Jon Aurtenetxe      |     | 46' |
| M              | 8  | Ander Iturraspe     |     | 46' |
| M              | 21 | Ander Herrera       | 22' | 63' |
| M              | 10 | Óscar de Marcos     |     |     |
| M              | 14 | Markel Susaeta      |     |     |
| M              | 19 | Iker Muniain        |     |     |
| A              | 9  | Fernando Llorente   |     |     |
| Rezerve:       |    |                     |     |     |
| P              | 13 | Raúl                |     |     |
| F              | 6  | Mikel San José      |     |     |
| M              | 11 | Igor Gabilondo      |     |     |
| M              | 17 | Iñigo Pérez         | 75' | 46' |
| M              | 23 | Borja Ekiza         |     |     |
| A              | 2  | Gaizka Toquero      |     | 63' |
| A              | 28 | Ibai Gómez          |     | 46' |
| Antrenor:      |    |                     |     |     |
| Marcelo Bielsa |    |                     |     |     |

| Omul meciului: Radamel Falcao |

| Arbitri asistenți: Jan-Hendrik Salver Mike Pickel Al patrulea oficial: Stéphane Lannoy Arbitri asistenți adiționali: Florian Meyer Deniz Aytekin |

### Statistici
|                   | Atlético Madrid | Athletic Bilbao |
| ----------------- | --------------- | --------------- |
| Goluri marcate    | 2               | 0               |
| Total șuturi      | 6               | 5               |
| Șuturi pe poartă  | 2               | 1               |
| Apărate           | 1               | 0               |
| Posesia mingii    | 40%             | 60%             |
| Cornere           | 3               | 2               |
| Faulturi          | 17              | 8               |
| Offside-uri       | 0               | 2               |
| Cartonașe galbene | 1               | 1               |
| Cartonașe roșii   | 0               | 0               |

|                   | Atlético Madrid | Athletic Bilbao |
| ----------------- | --------------- | --------------- |
| Goluri marcate    | 1               | 0               |
| Total șuturi      | 9               | 11              |
| Șuturi pe poartă  | 4               | 2               |
| Apărate           | 2               | 3               |
| Posesia mingii    | 42%             | 58%             |
| Cornere           | 0               | 6               |
| Faulturi          | 8               | 6               |
| Offside-uri       | 2               | 1               |
| Cartonașe galbene | 0               | 3               |
| Cartonașe roșii   | 0               | 0               |

|                   | Atlético Madrid | Athletic Bilbao |
| ----------------- | --------------- | --------------- |
| Goluri marcate    | 3               | 0               |
| Total șuturi      | 15              | 16              |
| Șuturi pe poartă  | 6               | 3               |
| Apărate           | 3               | 3               |
| Posesia mingii    | 41%             | 59%             |
| Cornere           | 3               | 8               |
| Faulturi          | 25              | 14              |
| Offside-uri       | 2               | 3               |
| Cartonașe galbene | 1               | 4               |
| Cartonașe roșii   | 0               | 0               |

### Invitați

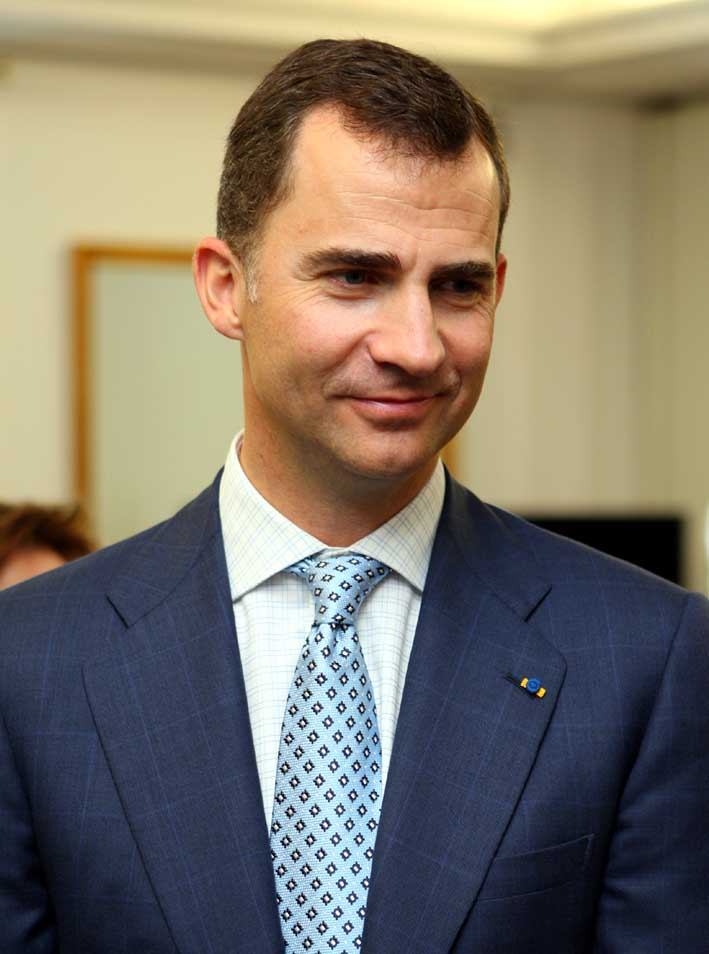
Prințul Felipe

La eveniment au asistat numeroase personalități din străinătate, dar și din România. Astfel, printre invitații străini s-au numărat Prințul Felipe, președintele UEFA Michel Platini, selecționerul Spaniei Vicente del Bosque, fostul arbitru Pierluigi Collina, primarul Madridului Ana Botella, primarul Ankarei Melih Gökçek sau fostul fotbalist Fernando Morientes. Printre oaspeții români s-au regăsit Gheorghe Hagi, Gică Popescu, Miodrag Belodedici, Sorin Oprescu, premierul României Victor Ponta, Gabriela Szabo sau Ilie Năstase

### Transmisie
Transmisia TV a finalei a fost coordonată de Pro TV, fiind cea mai complexă transmisie realizată vreodată în România. Meciul a fost difuzat în 130 de țări, fiind implicați 120 de oameni din România și Anglia. S-au folosit 50 de camere de ultimă generație, printre care și un Spidercam. De asemenea, un elicopter a survolat arena pe toată durata partidei pentru a oferi imagini de ansamblu. Pe stadion au fost întinși 12 kilometri de cablu iar curentul electric necesar transmisiunii a fost asigurat de două generatoare de 500 kW aduse din Anglia. Pro TV l-a angajat special pentru acest meci pe regizorul britanic Jamie Oakford, considerat unul din cei mai experimentați în domeniu.

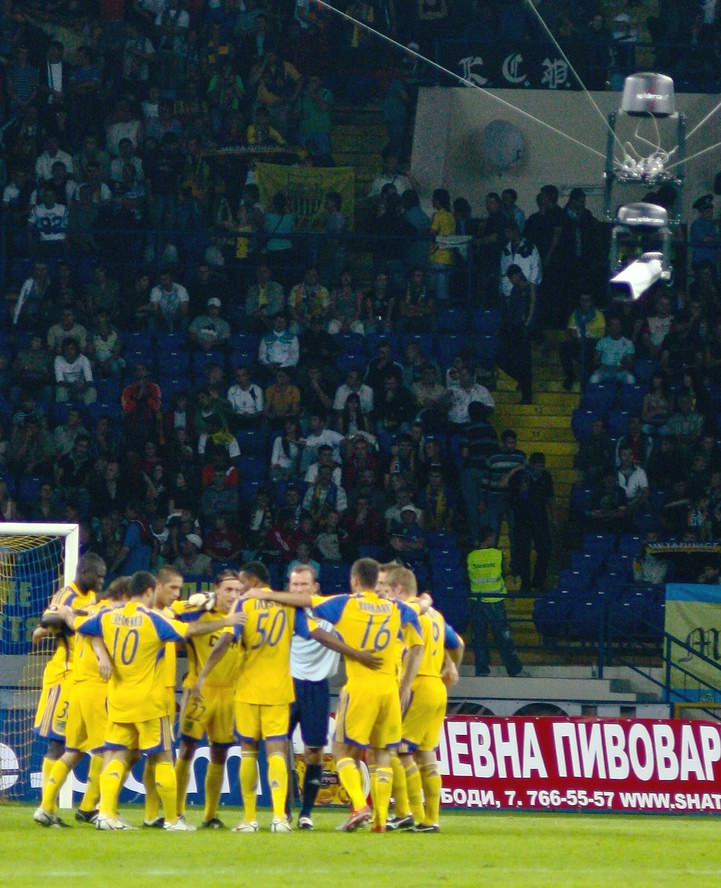
Spidercam, una din camerele folosite

De asemenea, patru posturi au avut parte de studiouri cu vedere spre teren – Pro TV, Mediaset Spania, Channel 5 și SAT.1. Au fost amenajate 12 poziții de prezentare la marginea terenului, 11 poziții de interviuri la vestiare și 5 poziții de interviuri la zona VIP. De asemenea, șapte posturi radio au achiziționat drepturi de transmisie – șase spaniole și Radio România.
Finala Europa League a generat un nou record de audiență în televiziunea românească. Acesta a fost cel mai urmărit meci al unor echipe de club străine, partida fiind urmărită de peste 5 milioane de spectatori la nivelul întregii populații în minutul de aur al transmisiei (22:30). Pentru Pro TV, meciul a fost comentat de Costi Mocanu și Mihai Mironică.

### Incidente
În minutul 19 al partidei, doi suporteri au pătruns pe teren dinspre sectorul galeriei lui Bilbao purtând tricouri pe care era inscripționat mesajul „Justice for Craiova”. Aceștia erau fani ai Universității Craiova care au dorit să atragă atenția asupra situației clubului din Oltenia, dezafiliat în 2011 de FRF din toate competițiile. Partida a fost întreruptă timp de 30 de secunde, timp în care cei doi au fost imobilizați de agenții de ordine și duși la poliție.

## Post-meci
Organizatorii finalei au primit cuvinte de laudă din partea FIFA și UEFA pentru organizarea evenimentului. Federația Română de Fotbal a primit mail-uri de felicitare din partea oficialilor celor două organizații, dar și de la alți oameni importanți ai fotbalului mondial.
Și presa străină a punctat în termeni pozitivi organizarea finalei.
„România a primit cu brațele deschise suporterii spanioli. Totul este bine pus la punct”—El Correo, ziar spaniol
„București e la 2.481 km. depărtare de Madrid și la 2.322 km. de Bilbao. Spaniolii se simt însă aici precum acasă. Este ca o petrecere în familie”—AS, ziar spaniol
„Bucureștiul a devenit parte a fiestei spaniole. Toată lumea s-a implicat în organizarea acestui eveniment, merită salutată”—O Jogo, ziar portughez

### Impact economic
Se estimează ca evenimentul de la București a generat încasări de aproximativ 10 milioane de euro. Hotelurile din capitală au avut un grad de ocupare de 95%, fiind cazați aproximativ 10.000 de turiști spanioli, dar și 10.000 de români veniți din provincie. Celor 10.000 de spanioli cazați la hoteluri li s-au alăturat alți 15.000 de compatrioți care au sosit cu avioane charter, aceștia stând sub 24 de ore. Cu această ocazie, București a avut cel mai ridicat număr de turiști străini înregistrați vreodată, aproximativ 25.000.
În medie, un spaniol a cheltuit 150 de euro pe zi pentru mâncare, băutură și cumpărături. De asemenea, în cele două zile din perioada evenimentului s-au consumat aproximativ 500.000 de beri, conform estimărilor comercianților din Centrul Vechi al Bucureștiului.